# پتیتاون (تگزاس)
پتیتاون (به انگلیسی: Pettytown) یک منطقهٔ مسکونی در ایالات متحده آمریکا است که در تگزاس واقع شده‌است. پتیتاون ۱۶۳٫۹۸ متر بالاتر از سطح دریا واقع شده‌است.